# Personaggi de La sirenetta (Disney)

Flounder, Scuttle, Sebastian e Ariel in versione umana nel primo film

In questo articolo vengono elencate le informazioni sui personaggi animati dal franchise Disney de La sirenetta, che copre il film del 1989, la serie televisiva animata prequel, i suoi sequel, prequel direct-to-video e remake live-action, e il musical teatrale.

## Personaggi principali

### Ariel
La principessa Ariel, la più giovane figlia di Re Tritone, è la sirena protagonista del primo e terzo film d'animazione (nel secondo questo ruolo è assunto da sua figlia, Melody), delle due serie animate (La sirenetta - Le nuove avventure marine di Ariel e Ariel) e del film remake live-action. Ha sei sorelle, tutte più grandi di lei. Sua madre era la regina Athena, mostrata nel prologo del terzo film.
Ariel ha tanti amici; il suo migliore amico è il pesce Flounder, sempre al suo fianco, poi ci sono Sebastian, un severo granchio rosso che le sta sempre vicino per controllarla e il gabbiano Scuttle.
Nell'edizione originale dei film e delle serie TV, la sirenetta è doppiata da Jodi Benson. Nell'edizione italiana del primo film è doppiata da Simona Patitucci, mentre nei dialoghi delle altre produzioni ha principalmente la voce di Paola Valentini, tranne nelle parti cantate.
Ha un cuore dolce e gentile, anche se spesso ingenuo, curioso e sopraffatto dalle sue emozioni, il che tende a metterla nei guai. Secondo il gioco su DVD, il colore preferito di Ariel è il verde smeraldo, le piace ogni tipo di musica e il suo cibo preferito sono le fragole (una volta divenuta umana).
È bella e ha lunghi capelli rossi e coda da pesce verde mare. Indossa un reggiseno costituito da due conchiglie color lavanda, legate ad un laccio. Ha una voce piacevole ed è, inoltre, una cantante di grande talento (come mostrato nel classico originale Disney La sirenetta).
Ariel è stata la prima Principessa Disney ad essere diventata madre. Con la sua bellezza

### Principe Eric
Eric è basato sul personaggio del "principe" della fiaba di Hans Christian Andersen del 1837 La sirenetta, ma è stato adattato dagli sceneggiatori-registi Ron Clements e John Musker per l'adattamento cinematografico. Secondo il romanzo ufficiale del film, Eric, da tempo orfano, aveva appena compiuto 18 anni nel film, il che lo avrebbe reso di due anni più grande di Ariel. Il personaggio è doppiato da Christopher Daniel Barnes nel film originale e in Kingdom Hearts II, da Jeff Bennett nella serie TV prequel e da Rob Paulsen nel sequel direct-to-video. Nelle edizioni italiane dei film è quasi sempre stato doppiato da Vittorio De Angelis. Eric è l'unico principe della serie Principesse Disney a non cantare in un film originale.
Eric è un principe umano salvato da Ariel quando quasi annega in una tempesta. Lo trascina a riva e gli canta, lasciando Eric perseguitato dalla sua voce. La cerca nel regno inutilmente. Quando incontra di nuovo Ariel, non riesce a identificarla, poiché ha dato la sua voce a Ursula in cambio delle gambe. Tuttavia, la porta al suo palazzo e trascorrono del tempo insieme. Eric sviluppa sentimenti per Ariel, ma prima che possa avvicinarsi a lei, Ursula, travestita da ragazza umana di nome Vanessa, ipnotizza Eric, costringendolo a dimenticare Ariel e a credere che Vanessa sia quella che gli ha salvato la vita. Sta quasi per sposare Vanessa, ma Ariel e i suoi amici intervengono, rompendo l'incantesimo di Ursula e restituendo la voce ad Ariel. Eric si rende conto che Ariel è la ragazza che stava cercando, ma prima che possano baciarsi, il sole tramonta e Ursula reclama Ariel. Eric si tuffa in mare per aiutare Ariel e, nella battaglia che segue, si arrampica su una nave e la scaglia contro Ursula, impalandola a prua.
Eric fa apparizioni cameo in tre episodi della serie televisiva prequel.
Nel sequel direct-to-video del 2000, Eric è un personaggio di supporto. Sebbene lui e Ariel siano felicemente sposati, vengono attaccati dalla sorella di Ursula, Morgana, che desidera vendicare Ursula. Lui e Ariel crescono la loro nuova figlia Melody al riparo dal mare, mantenendo segreta la sua eredità da sirena.
Nell'adattamento cinematografico live-action di Rob Marshall, Jonah Hauer-King interpreta Eric.

### Sebastian
Sebastian (Horatio Thelonious Ignacious Crustaceous Sebastian) è un granchio rosso (Gecarcoidea natalis) che funge da consigliere di Re Tritone, compositore ufficiale della Corte di Atlantica, insegnante, capo scout e grande amico di Ariel.
È molto intelligente, vivace, buffo, leale, simpatico e gentile, sebbene a volte sia severo, scontroso e fifone; occasionalmente soffre di esaurimento nervoso e tende a preoccuparsi un po' troppo. Sebastian ha una bassa autostima (dovuta al fatto che è molto piccolo e non può nuotare veloce come Ariel), mascherando le sue insicurezze con un comportamento pomposo e altezzoso. Come Ariel, è un cantante di talento e un musicista competente. Nel film originale canta le canzoni In fondo al mar e Baciala.
Nella versione originale parla un inglese con accento giamaicano, circostanza che nel film Oceania viene rimarcata dal granchio Tamatoa il quale, dopo i titoli di coda, si chiede se forse al pubblico sarebbe stato più simpatico, se si fosse chiamato Sebastian e avesse parlato con un accento giamaicano.
Nel primo film ha come antagonisti la strega del mare Ursula, le murene Flotsam e Jetsam e (sulla terraferma) il cuoco Louie, che cercherà di catturarlo e di cuocerlo ogni volta che lo incontra, Sebastian avrà la meglio su Louis in uno primo scontro nella sua cucina finendo col fargli distruggere l'intera cucina durante l'inseguimento lasciando il cuoco mezzo tramortito e in un secondo scontro durante il matrimonio di Ariel ed Eric dove il cuoco lo inseguirà nuovamente ma Sebastian avrà la meglio anche stavolta poichè tramortirà Louis con il grosso palo di legno di una vela facendolo finire K.O. sdentandolo del tutto; nel secondo film sono Morgana (la sorella di Ursula) e lo squalo tigre Undertow; nel terzo film è Marina Del Rey la sua nemica-rivale in affari.
Sebastian è anche protagonista delle serie televisive animate Raw Toonage (sempre alle prese con il cuoco Louie) e Marsupilami (con 9 episodi, che si trova fuori dal mare, dopo il matrimonio di Ariel ed Eric).
Nella serie televisiva House of Mouse - Il Topoclub è un ospite un po' generoso.
Nella versione originale è doppiato da Samuel E. Wright e da Daveed Diggs nel remake live-action, Ronny Grant, Mahmood e Dario Oppido gli prestano la voce nella versione italiana, rispettivamente nei prodotti animati fino al 2009, nella versione live-action e nella serie Ariel del 2024.

### Flounder
È un sergente maggiore, il migliore amico di Ariel (dai colori giallo e azzurro), presente in tutte le sue avventure.
È caratterialmente timido, un po' ingenuo e anche molto paranoico come si dimostra all'inizio della serie quando lui e Ariel visitano il relitto della nave e quest'ultimo teme l'apparizione di uno squalo che poi effettivamente arriva. Rimane al fianco di Ariel anche quando questi è temporaneamente umana (grazie ad un incantesimo di Ursula) e, nello scontro con la strega del mare (pur temendola), libera il Principe Eric dalle murene Flotsam e Jetsam insieme a Sebastian.
Nella seconda serie è irriconoscibile per via del suo avanzare con gli anni (cambiando anche la voce) e diventare padre.
Nel terzo film si scopre come è nata la sua amicizia con Ariel, incontrandola mentre cercava di pulire alcuni coralli. Prima di diventare il pesce timido e pauroso che oggi conosciamo, era molto più sicuro di sé, attaccabrighe e spericolato, ma comunque tenero. Era anche cameriere di un locale segreto, il Club del Pesce Rosso, lo stesso dove Sebastian era il cantante principale e dove Ariel si imbatte, inseguendo lo stesso Flounder attraverso una foresta di alghe.
È doppiato da Jason Marin e in italiano da Katia Folco nel film originale, Jacob Tremblay e Ciro Clarizio nel Live Action, Davide Perino nel sequel e nella serie TV, Ruggero Valli nel prequel, da Jasmine Laurenti nel videogioco Alla Ricerca di Flounder e Davide Doviziani in Cip & Ciop agenti speciali.

### Ursula
Ursula è l'antagonista principale del primo film originale. È la strega del mare ed ha le sembianze di una donna, dai capelli bianchi, dalla pelle color indaco e un neo sul lato sinistro del mento, con la parte inferiore di un polpo con sei tentacoli dai colori nero e viola. Caratterialmente è astuta, infida, malvagia, crudele, raffinata, subdola e avida di potere.
Comincia a spiare Ariel e manda i suoi tirapiedi Flotsam e Jetsam, due murene, a dirle di venire da lei, l'unica a poterla aiutare. Arrivata Ariel, fa un patto con lei: la farà diventare umana per tre giorni e il terzo giorno dovrà dare ad Eric il bacio "Del vero amore", altrimenti tornerà ad essere una sirena e le apparterrà per sempre. Sottrarrà la voce ad Ariel per poi trasformarsi in una bella ragazza di nome Vanessa con la voce della dolce sirena, ma durante il matrimonio con il principe Eric, Scuttle, Flounder e altri animali del mare e gli amici di Ariel l'attaccano facendole tornare la voce vera e restituendo ad Ariel la sua. Una volta ritrasformata in strega, farà tornare Ariel una sirena e farà firmare un contratto a Tritone per salvare Ariel, trasformandolo poi in una minuscola creaturina per diventare lei la regina del mare. Ma poi il principe Eric la ucciderà con la lunga prua della sua nave.

### Re Tritone
Re Tritone (King Triton) è il potente re dei mari e del popolo di Atlantica e il padre della protagonista Ariel. È molto severo e protettivo con i suoi sudditi ed i suoi sottoposti, ma dimostra anche di essere molto legato a loro e di avere molto a cuore i loro interessi; ha un comportamento esattamente identico anche per quanto riguarda il suo lato personale e paterno. Porta sempre con sé un magico tridente che è la fonte del suo potere apparentemente illimitato.
Le origini di Tritone non sono menzionate nel primo film, ma è possibile ricostruirle in base alle informazioni date sul personaggio nel corso della serie animata e del musical omonimo. Nella dodicesima puntata de La Sirenetta: le nuove avventure marine di Ariel viene confermato che il suo vero nome è Rubio. In entrambi, viene detto che Tritone è figlio di Poseidone. Nella mitologia greca, Poseidone era il dio del mare e aveva appunto un figlio di nome Tritone ma nella serie animata viene presentato il nonno di Tritone dal nome Nettuno (e Nettuno e Poseidone sono, mitologicamente, lo stesso dio, il primo è semplicemente il nome romano del secondo) perciò è chiaro che i nomi sono solo un omaggio. Nel musical, viene detto che Ursula è sua sorella e che il padre aveva lasciato a entrambi in eredità metà dell'oceano su cui regnare e un oggetto magico: Ursula ereditò Nautilus, la magica conchiglia, mentre Tritone ereditò il tridente del padre, dal quale non si separa mai (nei film successivi al primo, la parentela con Ursula sarà oggetto di ret-con, poiché nel secondo film appare la sorella di Ursula e nel terzo non ci sarà alcun riferimento alla strega come parente di Tritone). Questa adattatura del musical probabilmente ha voluto incorporare la storia originale del film dell'89, dove era stato esplicitata la parentela in alcune scene, che poi sono state accorciate per far scorrere meglio il film.
Era un re saggio e giusto ma altrettanto non si poté dire di Ursula, che abusava del suo potere e usava la magia nera per distruggere. Questo lo costrinse ad esiliarla, fatto che unificherà nuovamente i mari sotto il dominio di Re Tritone.
Anni dopo, prese in moglie la sirena Atena e da lei ebbe sette figlie. Purtroppo, essa fu uccisa da alcuni pirati, motivo per cui il re dei mari prova tanta avversione per la razza umana e ammonisce Ariel di stare loro il più lontano possibile. Come accennato prima, Tritone è un padre assai rigido con Ariel, al punto da arrivare a prendere decisioni molto dure, seppur in modo eccessivo (come quando, nel primo film, distrugge la collezione di manufatti umani della figlia, ritenendoli pericolosi azione di cui finirà col pentirsi quando Ariel scapperà di casa per inseguire il suo sogno d'amore realizzando solo allora di aver esagerato). Nonostante la sua severità, Tritone vuole molto bene ad Ariel, come dimostrato dai sensi di colpa di cui è preda ogni qual volta ha uno scontro con lei (spesso rimprovera sé stesso di essere troppo irascibile e di non sapersi controllare) o quando interviene per aiutarla nelle situazioni di pericolo: emblematico è il suo sacrificio per salvarla dal contratto stretto con Ursula, poiché decide di cedere il tridente e la corona alla strega pur di liberarla dalla schiavitù della nemica. A salvare la situazione sarà Eric, l'umano di cui Ariel si era innamorata, e sarà allora che Tritone comprenderà che non tutti gli umani sono esseri ostili al popolo marino. Dopo aver compreso che la figlia ha scelto saggiamente a chi donare il suo cuore, Tritone trasforma Ariel in umana e concede ai due di sposarsi. Dopo la nascita di Melody dimostra di essere un nonno molto affettuoso verso la nipote e quando la ragazzina fugge di casa non esita su richiesta della figlia a farla tornare sirena per aiutarla nelle ricerche e inoltre si scopre che ha ricreato la collezione dei manufatti della figlia col suo tridente come gesto di scuse verso Ariel che la sirena va a guardare per ricordare i suoi vecchi ricordi.
La fonte del potere di Tritone è il tridente magico appartenuto al padre Poseidone. Particolarità del tridente è che quando Tritone scatena il suo potere, esso si illumina di giallo o di arancione. Con esso, Tritone può lanciare raggi d'energia pura a scopo distruttivo e come dice lui stesso può fare "questo e molto più di questo": può trasformare gli altri esseri (trasforma Ariel da umana a sirena e viceversa), nel secondo film rimpicciolisce lo squalo di Morgana e, sempre nel secondo film, intrappola Morgana in un blocco di ghiaccio. Come dimostrato dall'uso che ne fanno Ursula e Morgana, il tridente può manipolare i movimenti delle persone e ingigantire il portatore. Melody lo usa anche per dissolvere la muraglia che separava terra e mare. Nella serie televisiva, Tritone richiama il tridente con la forza del pensiero e lo usa per volare a razzo. Il tridente può manipolare i fenomeni atmosferici, Ursula lo usa verso la fine del film per provocare una tempesta mentre nella serie animata Tritone lo usa per riprodurre il clima ai tempi dei dinosauri.
Il personaggio è doppiato da quattro diversi doppiatori italiani Pino Locchi nel film d'animazione, Massimo Corvo nell'omonima fiaba del film, Michele Kalamera in La Sirenetta - Ariel e il Natale in fondo al mare e Bruno Alessandro nella serie animata e negli ultimi due film.

### Scuttle
È un gabbiano amico di Ariel e Flounder. Buffo e sbadato, si presenta come un esperto di oggetti umani, motivo per cui Ariel gli chiede informazioni su ciò che trova in mare. In realtà non è affatto un valido conoscitore del mondo umano e finisce spesso per fare confusione e dire assurdità: si riferisce, ad esempio, a una forchetta come "arricciaspiccia" e una pipa per fumare come "soffiablablà". Quando la sirenetta va a vivere con gli umani, farà tesoro di queste false informazioni fornite dal volatile, creando situazioni divertenti ma allo stesso tempo imbarazzanti, perché si pettinerà con la forchetta e soffierà dalla pipa di Grimsby, il gentiluomo tutore di Eric, sporcandogli la faccia di tabacco. 
Fornisce anche supporto e consigli quando scopre che Ariel deve conquistare il cuore di Eric in tre giorni. 
Scopre la vera identità della ragazza di nome Vanessa, che sullo specchio rifletteva l'immagine di Ursula e vola ad avvertire Ariel perché corra ai ripari con i suoi amici. Sarà Scuttle, assieme ad altre creature della natura da lui allertate, ad impedire il matrimonio di Eric con Vanessa, rompendo il sortilegio del principe, e a restituire la voce ad Ariel.
Scuttle appare in un piccolo ruolo nel sequel direct-to-video, in cui aiuta Ariel a trovare sua figlia Melody, che è scappata e in due episodi della terza stagione della serie televisiva prequel.
Nella versione originale è doppiato da Buddy Hackett, mentre nella versione italiana da Marco Mete.

### Flotsam e Jetsam
Flotsam e Jetsam sono due murene che Ursula, la loro padrona, chiama affettuosamente "i miei adorabili innocenti piccoli spioni". Hanno entrambi un occhio luminoso che funge da "sfera magica" per Ursula, permettendole di vedere tutto quello che vedono loro. Sono loro a condurre Ariel da Ursula convincendola con la menzogna che essa l'avrebbe aiutata ad esaudire il suo romantico desiderio di diventare umana per stare con Eric e sarà sempre grazie a loro che Ursula spia le mosse di Ariel trasformata in umana e deciderà di intervenire per impedirle di rimanere umana per sempre e schiavizzarla per ricattare Tritone. Flotsam e Jetsam verranno accidentalmente uccisi proprio da Ursula: durante lo scontro finale, difatti, Ursula ordina loro di catturare Eric e di portarglielo ma il coraggioso intervento di Sebastian e Flounder salverà la vita al principe. Ursula quindi, in procinto di uccidere Eric con il tridente, viene distratta da Ariel che, tirandole i capelli, le fa mancare il bersaglio facendole così colpire Flotsam e Jetsam. La morte dei suoi servitori suscita la furia di Ursula che si trasformerà, diventando gigantesca. Nella versione originale del film sono doppiati da Paddi Edwards e da Corey Burton nei videogiochi della serie Kingdom Hearts. mentre in quella italiana sono doppiati da Sandro Sardone.
Appaiono anche nei seguenti videogiochi:
- Kingdom Hearts: convincono Ariel a chiedere aiuto alla strega del mare. Ursula li incarica di trovare la serratura nel palazzo reale. Combattono insieme ad Ursula nel loro covo contro Sora, Paperino e Pippo ma vengono uccisi (il modo in cui vengono distrutti non è ben chiaro).
- Kingdom Hearts II: ritornano grazie al Potere dell'Oscurità insieme alla loro padrona. Nel capitolo La vendetta di Ursula vengono polverizzati da Sora durante la canzone di Ursula.

### Grimsby
È il gentiluomo tutore di Eric, da quando il principe rimase orfano da piccolo. È un tipo molto pacato e anche molto saggio, che non manca mai di dare buoni consigli al giovane principe. Soffre il mal di mare ed è incredulo circa l'esistenza del popolo del mare.
Eric confida a lui di essere stato salvato da una ragazza dalla splendida voce, ma il gentiluomo gli ripete che le giovani donne perbene non se ne vanno in giro a salvare la gente per poi disperdersi nel bel mezzo dell'oceano.
Nella versione originale è doppiato da Ben Wright mentre nel seguito da Kay E. Kuter. Nella versione italiana del primo film ha la voce di Manlio Guardabassi, mentre in La sirenetta II - Ritorno agli abissi ha la voce di Valerio Ruggeri.

### Max
È il cane di Eric (un Bobtail). A differenza degli altri personaggi della serie appartenenti al regno animale, non parla ma si limita ad abbaiare e ringhiare, come tutti i cani. È molto affezionato al suo padrone e prende in simpatia Ariel dal primo momento in cui la vede.
Ha un buon fiuto ed un buon istinto, grazie al quale riesce anche a riconoscere che Vanessa (in realtà Ursula trasformata) era una nemica, ma riceve da quest'ultima un calcio sul muso quando le ringhia addosso. Non appena Scuttle si scaglia contro Vanessa insieme alle altre creature marine, Max si unisce alla lotta mordendole il sedere.

### Chef Louis
È il cuoco del palazzo di Eric. Francese, è un personaggio piuttosto sadico, come si può evincere dalla divertente, seppur un po' "macabra" scena del primo film in cui appare per la prima volta: prepara un pranzo a base di pesce cantando la canzone Les poissons, sotto lo sguardo inorridito di Sebastian. Sarà protagonista di due comici scontri con il granchio durante i quali, la prima volta tentando di catturarlo e buttarlo in pentola (a detta della governante Carlotta, la sua specialità consiste proprio nello stufato di granchi) distruggerà l'intera cucina e, la seconda volta, durante il matrimonio di Ariel ed Eric, in cui verrà messo K.O. da Sebastian, che lo colpirà alla testa con un grosso palo di legno di una vela sdentando il cuoco. Louis compare anche nel secondo film tentando di vendicarsi di Sebastian dopo che il granchio distrugge involontariamente la torta di compleanno di Melody per poi essere fermato da Carlotta che lo colpirà con una grossa secchiata d'acqua, nella serie televisiva e in Raw Toonage.

### Carlotta
È la governante del principe Eric e sua balia. Nel film d'animazione originale la si vede lavare Ariel (in una vasca da bagno a forma di conchiglia) dopo che è stata soccorsa dal principe e portare i piatti in tavola al posto del cuoco (rimasto semistordito nella lotta con Sebastian). Compare anche nel secondo film facendo da tata a Melody e durante la festa di Melody dopo che Sebastian finisce per farsi inseguire da Louis è lei stavolta a fermare il cuoco tirandogli una secchiata d'acqua in faccia essendosi stufata delle reazioni estreme di Louis oltre a rimproverarlo aspramente per il suo comportamento.

### Aquata, Andrina, Arista, Attina, Adella e Alana
Sono le sorelle maggiori di Ariel.
Appaiono per la prima volta nel film del 1989, eseguendo la canzone "Le figlie di Tritone", in cui si annunciano nel suddetto ordine. Non hanno un ruolo particolarmente importante (se si esclude il rivelare al padre che Ariel ha una cotta per qualcuno) ma, nella serie TV, almeno due di loro (Arista e Alana) interverranno in maniera più rilevante nella trama di alcuni episodi (tra cui A casa in castigo e La Città Elettrica).
Nel terzo film hanno molto più spazio rispetto al classico originale. Attina ha la coda arancione ed è la più grande, poi ci sono Alana quella rosa, Arista quella rossa, Aquata quella blu, Adella quella gialla e Andrina quella viola.

## La sirenetta - Le nuove avventure marine di Ariel

### Riccio
Riccio (Urchin in lingua originale) è un giovane tritone orfano con una coda verde oliva ed è uno dei personaggi principali della serie televisiva (che fa da prequel al 1°film) in cui è molto amico di Ariel, Sebastian e Flounder, e va spesso in avventure con loro.
È doppiato da Danny Cooksey nel doppiaggio originale e da Simone Crisari nel doppiaggio italiano.
Appare per la prima volta nel quarto episodio della serie "Il monello". In esso, è visto come un orfano che vive da solo e non vuole avere amici. Si è avvicinato a due furfanti (Don Vito Gamberone e Sgambetto) che lo invitano nella loro banda allo scopo di rubare cibo per loro. Lui riesce a rubare il cibo dal palazzo, ma in questo modo si confronta con Ariel. Ariel cerca di farci amicizia, che in un primo momento ottiene un secco rifiuto. Riccio poi aiuterà Ariel a fuggire dopo che lei viene rapita dai tizi che lo usano e ferma uno di loro dal rubare il tesoro reale. Grazie a tale bel gesto ottiene un bacio da Ariel. Una volta diventati amici Riccio segue il consiglio di Ariel e si scusa con il re Tritone per il suo comportamento. Nell'episodio "Per la festa del papà", Riccio gioca scherzi nei confronti delle sorelle di Ariel Arista, Attinà e Adella e compra un regalo per il re Tritone, il che implica la sua vicinanza con la famiglia reale, e le sorelle di Ariel ammettono di considerarlo come un fratellino (anche se ad un certo punto inizia a sviluppare sentimenti romantici per Ariel).
Non si sa che cosa gli è successo dopo la serie, mentre non compare in nessuno dei film.

### Gabriella
Gabriella è un'amica di Ariel. Ha la carnagione olivastra ed è muta e perciò usa delle conchiglie per comunicare con la lingua dei segni e ha la coda di colore rosa. Lei appare in due episodi: "I sogni non hanno handicap" e "Il tesoro di Ariel".
Nella sua prima apparizione, vede Ariel cantare mentre la rossa guarda un carillon con una figura di una ballerina su di esso. Ariel s'interrompe bruscamente dopo averla vista, ma Gabriella la incoraggia a continuare. Ariel sogna di poter danzare come una ballerina; mentre Gabriella, dato che è muta, vorrebbe cantare con Ariel. Le due ragazze che diventeranno amiche in breve tempo.
Nella sua seconda apparizione, ritorna ad Atlantica per una visita. Lei e Ariel cercano nuovi oggetti umani per la collezione di quest'ultima (tra questi c'è il carillon che Ariel aveva trovato al loro primo incontro). All'insaputa di una di esse, Ursula cerca di conquistare Atlantica, questa volta lanciando un incantesimo che anima i tesori di Ariel che terrorizzano la gente. Gabriella è confusa e scioccata quando i tesori si animano, ma aiuta Ariel a rompere l'incantesimo di Ursula.

### Ollie
Ollie è un polpo parlante color blu che appare in due episodi "I sogni non hanno handicap" e "Il tesoro di Ariel". Egli è l'amico e interprete di Gabriella, una sirena muta. Ha macchie ai lati della testa e una benda sull'occhio sinistro. Nella sua prima apparizione, si è mostrato con Gabriella, mentre guardano Ariel cantare. Dopo che Ariel li nota, spiega la disabilità di Gabriella e si presentano.
Nella sua seconda apparizione, è in visita Atlantica con Gabriella e la aiuta a fermare il complotto di Ursula per impadronirsi del regno. Egli è doppiato da Gabriel Damon nel doppiaggio americano e da George Castiglia in quello italiano.

### Perla
Perla è una sirena amante del divertimento e sembra che abbia familiarità con Ariel e Alana (le idee della sirena bionda portano spesso Ariel e Alana nei guai). Lei è bionda e ha la coda blu e un reggiseno con le conchiglie azzurro. Fa la sua prima apparizione in un episodio durante una festa organizzata da Ariel. È apparentemente molto popolare e sembra cordiale, anche se un po' snob. Commenta che la festa è un po' noiosa, e Ariel chiede alla band dal vivo di suonare più forte, contro le istruzioni di suo padre. Lascia la festa con gli altri ospiti quando Tritone mette una battuta d'arresto.
Nella sua seconda apparizione nel 13º episodio "La città elettrica", invita Alana e Ariel a una festa in casa sua; le due sorelle riescono a convincere il padre, e si recano con Perla alla festa, ma in seguito scoprono che Perla le ha imbrogliate e le ha portate alla Città Elettrica (una città che ricorda Las Vegas) dove Perla deve incontrare alcuni amici. Arrivano e si stanno divertendo fino a che non incontrano una gang conosciuta come la Orange Roughies. Perla li schernisce, poi li sfida a una corsa di carri. Ariel e Alana cercano di farla ragionare ma senza successo. Iniziano la gara, ma rapidamente perdono il controllo del carro a causa dell'arrivo di un Tifone Artico. Tritone, dopo aver appreso la notizia dell'arrivo del pericoloso Tifone Artico, preoccupato si reca a casa di Perla per avvertire i suoi genitori, e quando scopre che in realtà la festa non c'è e che Perla è uscita, spiega ai genitori di Perla che tutto quello che il Tifone Artico incontra per strada viene spazzato via. Poi va a cercare le sue figlie e arriva a salvarle giusto in tempo, e proprio in quel momento arrivano i genitori di Perla. La madre della sirena bionda afferma che terrà d'occhio più spesso la figlia da ora in poi. Nel doppiaggio americano è doppiata da Cree Summer mentre non si sa chi la doppia nel doppiaggio italiano.

### Macchietta
Macchietta (Spot in lingua originale) è un'orca amante del divertimento il cui nome si basa su un unico punto bianco sulla sua coda che ha fin dalla nascita. Nel primo episodio intitolato "Il balenottero Smarrito", quando i bracconieri umani ha perso la via di casa e non trova più la sua vera famiglia fino a quando incontra Ariel che lo adotta finché diventa troppo ingombrante e dopo che il re fa capire ad Ariel che è giusto così.
Lei si prende cura di lui fino a quando lei lo lascia andare per stare con la sua vera famiglia. Egli ritorna in "Salvate Macchietta" come una balena adulta e Ariel organizza uno spettacolo in cui Macchietta si esibisce con le sue acrobazie. Ma poi catturato da uomini cattivi. Ariel, Flounder e Sebastian riescono a salvarlo dagli umani malvagi.

### Dudley
Dudley è una tartaruga di mare anziana che insieme a Sebastian fa assistente a Re Tritone. Dudley borbotta quando parla e non nuota come le altre tartarughe marine ma cammina lentamente lungo il fondo del mare come una tartaruga di terra e mantiene documenti importanti nel suo guscio quando ritrae la testa. La sua conversazione è sempre interrotta dal suo datore di lavoro, mentre si capisce che cosa il primo cerca di dire.

### Hans Christian Andersen
È lo storico scrittore delle avventure di Ariel e i suoi amici della saga de La sirenetta.

### Manta
Manta è uno dei nemici di Ariel. Compare in quattro puntate.
È un essere mostruoso, metà uomo e metà manta, che tenta più volte di impossessarsi di Atlantica e di ridurre in schiavitù il popolo del mare.
Originariamente era prigioniero all'interno di un vulcano, tuttavia riesce a farsi liberare da Ariel, giocando d'astuzia.
Essendo una creatura malvagia, odia tutto ciò che rappresenta il bene, l'allegria e la bontà e si diverte a mettere zizzania tra gli abitanti del mare al solo scopo di distruggere l'armonia che li unisce.
Alla sua prima apparizione, Ariel riesce a sconfiggerlo convincendo gli abitanti del mare (che, nel corso dell'episodio, aveva messo uno contro l'altro) a unirsi e cantare una canzone molto allegra, che alle sue orecchie suona insopportabile. In seguito tornerà in azione, cercando di spodestare il Re Tritone dal suo trono o di impossessarsi del suo tridente.
Ha un figlio di nome Putiferio, cattivo come lui, che però viene redento da Ariel, con la quale fa amicizia, e in quello stesso episodio, si scopre che lo stesso Manta non è un essere completamente cattivo, in quanto mostra gratitudine ad Ariel che, a fine episodio, gli salva la vita. Ha anche un animale domestico, un feroce pescecane di nome Ghignoringhio (comparso in un solo episodio) e, come Ursula, è un esperto di arti magiche oscure.
Nel doppiaggio originale ha la voce dell'attore e doppiatore Tim Curry, in quello italiano è doppiato da Roberto Draghetti.

### Simon
Un solitario ma amichevole drago marino color lavanda con cui Ariel, Sebastian e Flounder fanno amicizia. Nel doppiaggio originale ha la voce di Brian Cummings, mentre in italia è doppiato da Giorgio Lopez.

### Archimede
Un tritone esperto delle abitudini e degli usi e dei costumi degli umani. Appare in "Come nasce una favola".

### Ciclope del Mare
Un antico mostro marino il cui obiettivo primario è quello di dormire per 1.000 anni e che si infuria quando viene svegliato, arrivando a distruggere qualunque cosa. Assomiglia ad un Octopunni e ha un occhio solo. Appare nell'episodio "Un concerto per Calliope". Nel doppiaggio originale ha la voce di Jim Cummings.

### Imperatore Sharga
Imperatore del regno Sharkania, appartiene ad una razza di uomini squalo, e pianifica la conquista di Atlantica. Nel doppiaggio originale ha la voce di Jim Cummings, che lo doppia imitando la voce di Marlon Brando.

### Flo e Ebb
Due alligatori che appaiono nell'episodio "A casa in castigo", approfittando dell'assenza di Re Tritone cercano di svaligiare il palazzo reale, venendo contrastati da Ariel, Arista e Sebastian. Nel doppiaggio originale hanno le voci di Kath Soucie e Richard Karron mentre in italiano sono doppiati da Aurora Cancian e Guido Sagliocca.

### Moray la Murena
Murena di color verde scuro che si guadagna da vivere come venditore ambulante, lo vediamo in alcuni episodi mentre cerca di vendere oggetti ad Ariel o ad altri personaggi della serie. In un episodio viene costretto da Manta a rubare il tridente di Tritone per poi consegnarglielo. Nel doppiaggio originale ha la voce di Dave Coulier, mentre in italiano è stato doppiato da Guido Sagliocca e da Fabrizio Mazzotta.

### Granchi Scout
Un gruppo di giovani granchietti (composto da piccoli di entrambi i sessi) capitanati da Sebastian. Nel doppiaggio originale hanno la voci di J.D. Daniels, Anndi McAfee, Bradley Pierce, Malachi Pearson, e Whitby Hertford.

### Don Vito Gamberone
(Lobster Mobster in originale). È un astice viola, evidente parodia dello stereotipo del boss mafioso italoamericano. Usa sempre il termine cuccare in sostituzione di rubare e spesso termina ogni sua frase con la domanda "Chiaro?". Viene descritto da Sebastian come un criminale pericolosissimo (al punto da essere stato bandito da molte zone marine e rifiutato da altre) ma, in realtà è decisamente incompetente, vigliacco e dotato perfino di una velata bontà d'animo che manifesta in alcune occasioni (come si può vedere in un episodio in cui rapisce due tritoncini gemelli per farsi pagare il riscatto dai loro genitori). Nel primo episodio in cui appare, fa amicizia con Riccio e cerca di condurlo sulla strada del crimine. È accompagnato dal fido Sgambetto.
Doppiato in originale da Joe Alaskey e da Mauro Bosco (parte parlata) e Mirko Pontrelli (parte cantata) in italiano.

### Sgambetto
Gamberetto rosa braccio destro di Don Vito Gamberone, è dotato di scarsa intelligenza e della tendenza a parlare a sproposito, e per questo viene costantemente punito dal suo capo, che lo picchia con la conchiglia che porta in vece di cappello. Nonostante questo gli è molto fedele e lo affianca in ogni sua attività criminosa.

## La sirenetta II - Ritorno agli abissi

### Melody
Melody è la coraggiosa figlia di Ariel ed Eric e nipote di Re Tritone, e la protagonista del secondo film d'animazione. Come sua madre è curiosa e spesso contravviene alle regole, però Melody è più ribelle di Ariel; infatti nel film precedente La Sirenetta Ariel si opponeva al padre, però trattandolo sempre con riguardo, mentre Melody si oppone con decisione a sua madre e le dice queste parole (quando la madre cerca di spiegarle che il mare è un posto pericoloso):"E tu che ne sai?! Non ci sei stata neppure una volta!". Del resto Melody a differenza d'Ariel ignora il motivo del divieto perché non le viene rivelato. 
È una ragazzina di 12 anni dagli stupendi occhi azzurri e dai lunghi capelli neri che tiene legati in una coda di cavallo con un elastico verde. Per nuotare indossa una canotta bianca con fiocco verde e dei culottes (mutandoni) bianchi settecenteschi e resta sempre a piedi nudi (infatti per gran parte del film la si può vedere scalza): lo stesso abbigliamento lo indossa anche come pigiama e per partire da casa. A differenza della madre, Melody da sirena presenta una coda corallo e ha una mezza maglietta (anziché torso nudo con reggiseno di conchiglie). Dimostra un'agilità e una forza sorprendenti per la sua età, riuscendo a scalare a piedi nudi una parete di ghiaccio e a resistere sott'acqua per molto tempo. Ha ereditato dalla madre una splendida voce e l'atteggiamento ribelle e dal padre il colore di occhi e capelli nonché il coraggio.
Quando era una neonata, durante la cerimonia organizzata per lei dai genitori Ariel ed Eric, viene presa in ostaggio da Morgana, la malvagia sorella di Ursula, che brama di prendere possesso del tridente di Re Tritone. Ariel ed Eric, per fare in modo che Melody non incontri di nuovo Morgana, fanno costruire una barriera che isoli il castello dal mare. Melody, però, all'insaputa della madre, esce in mare aperto (difatti, a differenza della madre che avrebbe voluto vivere sulla terraferma, Melody desidera vivere in mare). Dopo aver trovato in fondo al mare una conchiglia con su scritto il suo nome (in realtà era un regalo fattole da Re Tritone) e non aver ricevuto spiegazioni dalla madre, Melody decide di scappare. In questo frangente viene avvicinata da Morgana, che fingendosi sua amica versa sui suoi piedi il filtro magico di Ursula e la trasforma in una sirena, dicendole che la trasformazione sarà permanente se riuscirà a portarle il tridente di Re Tritone. Durante il viaggio verso Atlantica, Melody incontra due simpatici animali marini ben poco coraggiosi che si offrono di accompagnarla ad Atlantica: Tip il pinguino e Dash il tricheco. Dopo essere riuscita a "recuperare" il tridente, Melody e i suoi amici fanno ritorno da Morgana ma il mini-squalo Undertow della strega mette in fuga Tip e Dash. Sul punto di consegnare il tridente a Morgana, Ariel, ritrasformata da Tritone in sirena per cercare la figlia, interviene cercando di convincere Melody della malafede di Morgana, ma il risentimento di Melody nei confronti della madre è tale che non si fida più di lei e decide così di dare il tridente alla strega. Trionfante, Morgana getta la maschera e cattura Ariel fra i suoi tentacoli, rivelando a Melody di averla usata, poi (dopo averle puntato il tridente alla pancia scoperta come Ursula aveva fatto con Ariel) la imprigiona in una caverna di ghiaccio assieme a Flounder. Pochi minuti dopo l'incantesimo svanisce e la piccola ritorna umana, iniziando ad affogare; ma proprio in quel momento Tip e Dash, riacquistato un po' di coraggio, riescono a far sfondare ad Undertow (tornato gigante grazie al tridente) l'entrata della caverna, riuscendo così a riportare l'amica in superficie prima che sia troppo tardi. Grazie alla magia del tridente, Morgana crea un castello di ghiaccio e piega al suo volere tutte le creature del mare, incluso Tritone con i suoi soldati (esattamente come Jafar con il bastone magico mette in ginocchio Jasmine e il sultano in Aladdin). Dopo aver capito di essere immune al sortilegio in quanto di nuovo umana, Melody inizia ad arrampicarsi sulla struttura di ghiaccio. Quando tutto sembra perduto, Melody sorprende Morgana alle spalle e riesce a sottrarle l'arma intimandole di non muoversi ma punta la parte sbagliata del tridente contro la strega. Deridendola, Morgana afferra il piedino nudo di Melody con un tentacolo e la tira a testa in giù; cerca poi di riafferrare il tridente ma la bambina infilza con esso un altro dei tentacoli distraendo Morgana e riuscendo a liberarsi. Dopodiché lancia il tridente al nonno materno Tritone ma viene a sua volta buttata di sotto da Morgana: l'intervento di Dash le salva la vita ma la piccola sviene per lo spavento. Tritone, riottenuto il tridente, imprigiona la strega in un blocco di ghiaccio che affonda in una fossa e distrugge il castello. Al risveglio Melody si riconcilia con i genitori che le dicono di amarla ugualmente sia con le pinne che con i piedi; a quel punto la principessa abbraccia finalmente il nonno che non ha mai conosciuto che le propone una scelta: tornare a vivere con i genitori sulla terraferma o venire a vivere con lui ad Atlantica. Melody invece si fa prestare il tridente e dissolve la muraglia che separava casa sua dal mare, riunendo così umani e sirene.
Il personaggio di Melody è giocabile nel videogame La Sirenetta 2 per PlayStation, che si basa sul film da cui è tratto, così come l'omonimo gioco per PC Windows.
Nella versione italiana è doppiata da Perla Liberatori e Miriam Calzolari.

### Morgana
Morgana è l'antagonista principale del secondo film e sorella di Ursula.
Durante la cerimonia di battesimo per Melody, Morgana prende quest'ultima in ostaggio, minacciando di darla in pasto al suo squalo Undertow se non le verrà dato il tridente. Fortunatamente grazie alla prontezza di Ariel ed Eric, la piccola Melody viene salvata e Undertow rimpicciolito. Nonostante questo Morgana riuscirà a scappare giurando vendetta contro Tritone e la famiglia di Ariel. Dodici anni dopo Morgana sta ancora cercando di far tornare Undertow alle sue dimensioni originali, fallendo miseramente in quanto la sua magia non è abbastanza potente. Spesso il "mini-squalo" le rinfaccia la superiorità di sua sorella Ursula nelle arti magiche, scatenando la sua ira, in questo frangente si comprende questo: sebbene Morgana sta cercando di vendicarla lei ha sempre invidiato sua sorella Ursula, in quanto sua madre preferiva Ursula a lei per le sue doti magiche. Dopo aver scoperto che Melody (ora dodicenne) cercava risposte sul suo passato, la fa accompagnare al suo nascondiglio da Undertow e fingendosi sua amica gli rivela la sua vera identità di sirenetta e grazie a una pozione preparata da Ursula, trasforma Melody in una sirenetta. Tuttavia afferma che per far sì che l'effetto sia permanente, ha bisogno del tridente di Tritone (che a detta sua gli è stato rubato proprio da quest'ultimo), ingannando così Melody che parte per Atlantica per recuperarlo. Una volta impossessatosi del tridente, Morgana rivela la verità a Melody e la imprigiona in una prigione di ghiaccio subacquea, proprio mentre l'effetto della pozione sparisce e Melody comincia a tornare umana. Grazie al potere del tridente Morgana, costruisce un palazzo simile a quello di Atlantica, fatto di ghiaccio, fa tornare Undertow delle dimensioni giuste e schiavizza tutte le creature marine. Tuttavia, Melody essendo tornata umana, è immune al sortilegio. Arrampicatasi in cima al palazzo della strega, la sorprende alle spalle sottraendole il tridente. Melody le intima di stare indietro ma le punta il tridente al contrario: deridendola, Morgana le afferra il piedino nudo con un tentacolo e la tira a testa in giù, trascinandola a sé cercando di riprendersi il tridente, ma lei le infilza un altro tentacolo liberandosi e gettando poi l'arma al nonno e la strega la scaraventa giù dalla sua fortezza. A questo punto Tritone rientrato in possesso dei suoi poteri imprigiona definitivamente Morgana in un blocco di ghiaccio e fa crollare il suo castello. All'ultimo si può vedere il blocco di ghiaccio che affonda in una voragine, con Morgana al suo interno che urla "Mamma!" con l'immagine di Ursula che affonda con Morgana, morta di ipotermia.
Nella versione italiana è doppiata da Sonia Scotti.

### Tip e Dash
Possono essere definiti i "Timon e Pumbaa" dei mari. Tip è un pinguino mentre Dash è un Tricheco, Tip è la mente del duo siccome è molto meno ingenuo di Dash, cercano invano di essere degli eroi amati da chiunque, diventano i migliori amici e compagni di Melody ed hanno una grande paura degli squali, anche se alla fine Dash sconfigge Undertow al servizio di Morgana e Tip esclama "Altro che montagna di lardo, quella è una montagna di coraggio!!"

### Undertow
È un enorme e feroce squalo tigre (in realtà uno squalo ginsu sopravvissuto all'estinzione di massa del tardo cretaceo) alleato di Morgana. All'inizio del film dopo aver tentato di mangiare Melody viene trasformato da Re Tritone, in una sua versione in miniatura, simile a un piranha. Dopo l'accaduto è ossessionato dal tornare gigante e vendicarsi, ma non essendo la magia di Morgana abbastanza potente i due si ritrovano spesso a litigare. Guiderà Melody, che non sapeva che lui voleva ucciderla, da Morgana per farsi dare il tridente, ottenendolo. Ma, alla fine, nel tentativo di mangiare Tip, benché sia ritornato grande come prima, finirà sbattendo contro il ghiaccio mentre insegue Melody e Dash.

### Cloak e Dagger
Sono due diavoli di mare usati come mezzo di trasporto da Morgana. Sono alleati di Morgana e complottano con lei per sbarazzarsi di Melody e prendere il tridente. Verso la fine del film tenteranno di affogare Eric, trascinandolo sott'acqua con le loro code allacciate ai suoi piedi, ma verranno sconfitti da Sebastian, che li lega definitivamente a un blocco di ghiaccio. Probabilmente muoiono quando il palazzo di ghiaccio di Morgana crolla per mano di Tritone. Potrebbero essere definiti i sostituti di Flotsam e Jetsam, le due murene al servizio di Ursula.

## La sirenetta - Quando tutto ebbe inizio

### Regina Atena
Era la moglie del Re Tritone e madre di: Aquata, Andrina, Arista, Attina, Adella, Alana e Ariel. Era anche la sovrana di Atlantica. Viene presentata nel prologo, ambientato dieci anni prima degli eventi della pellicola.
Aveva lunghi capelli arancioni, grandi occhi verdi, il reggiseno di conchiglie viola e la coda azzurra. Aveva anche una coroncina dorata sul capo e una collana a forma di conchiglia. Molto bella, dolce e gentile, Atena amava con tutto il cuore il marito e le figlie e inoltre le stava molto a cuore il benessere e la felicità dei suoi sudditi. Aveva una bellissima voce, amava la musica e grazie a lei Atlantica risplendeva di allegria e felicità.
I tritoni e le sirene vengono mostrati mentre si rilassano in una laguna sopra l'acqua e Tritone le regalò un carillon, che quando si apriva, si creavano le figure di lei e il marito che danzavano al ritmo di una musica romantica e suonata al piano. Quando una nave pirata si avvicinò alla laguna, tutti fuggirono, tranne Atena, rimasta ad aiutare Attina, che aveva le pinne incastrate in una roccia. Atena tenta di salvare il carillon, ma muore venendo schiacciata dalla nave. Devastato dalla morte di Atena, Tritone getta il carillon in mare e bandisce la musica dal regno, odiando anche gli umani. Non si sa se negli anni seguenti, Eric abbia vendicato Atena sulla terra, condannando a morte i pirati.

### Marina Del Rey
Antagonista principale del terzo film, sirena consigliera di Tritone e rivale in affari di Sebastian.
Per quasi tutto il film è la governante e quindi responsabile degli incontri tra le sirenette sorelle, ma detesta questo mestiere (perché vorrebbe uno stile di vita più agiato) e cercherà di farsi assumere come consigliera suprema di Atlantica. Odia Sebastian più di tutti e ha un'antipatia per le figlie di Tritone (in particolare verso Ariel).
Il suo colore è il viola (coda, rossetto, ombretto e parrucca), mentre i suoi occhi sono verdi. Porta una parrucca perché è pelata. Il suo abbigliamento tipico è un corsetto color porpora chiaro, ma possiede molti abiti colorati e altre parrucche nel proprio appartamento. I suoi animali da compagnia sono sei murene elettriche (tenute in una camera chiusa a chiave da una grata) e il suo aiutante si chiama Benjamin.
Marina Del Rey è sì responsabile, ma anche ambiziosa, isterica e teatrale. Le sue preoccupazioni più grandi sono la disobbedienza di Ariel e i vari incidenti causati dalle sue sorelle. A causa del suo odio per Sebastian, Marina esterna un'indole rancorosa e folle ed è disposta anche ad ucciderlo, pur di non rinunciare al potere.
Divenuta temporaneamente consigliera ufficiale del regno, Marina cercherà di eliminare sia Sebastian che Ariel con l'aiuto delle sue murene; nella lotta che ne segue, le sue murene si aggrovigliano tra loro (grazie ad un trucco di Flounder) e lei si incastrata in un tronco ma cercherà nuovamente di uccidere il granchio, finendo invece per colpire violentemente Ariel, tramortendola. Alla fine viene arrestata.

### Benjamin
Si tratta di un lamantino dei Caraibi, che fa da aiutante a Marina del Rey. Caratterialmente è mansueto, mite e tenero. Alla fine finisce in prigione anche lui, senza motivo. 

### The Catfish Club Band
Si tratta di una banda di pesci musicisti amici di Sebastian e di Flounder e più avanti anche di Ariel. La band è composta da: Ray Ray la razza, Cheecks il pesce palla, Tarta la tartaruga marina e Macchiolina il polpo.